# کوه شابانی
کوه شابانی (به عربی: جبل شابانی) یک کوه در عراق است که در استان دهوک واقع شده‌است. کوه شابانی ۱٬۳۰۰ متر بالاتر از سطح دریا واقع شده‌است.